# Delta Plaza
Le Delta Plaza est un immeuble de grande hauteur construit dans le quartier de Rocca al Mare du  district Haabersti à Tallinn, en Estonie.

## Présentation
L'immeuble de bureaux Delta Plaza compte 14 étages.
Sa superficie totale est de 26 000 m2 dont 11 900 m2 en location.
L'édifice conçu par Jüri Okas et Marika Lõoke a été achevé en 2008.
L'immeuble est à 4 km de l'aéroport de Tallinn et à 6 km du port de Tallinn.